# زمین‌لرزه حمل ۱۳۸۸ افغانستان
زمین‌لرزه افغانستان  در تاریخ ۱۶ آوریل ۲۰۰۹ میلادی، برابر با ‎۲۷ فروردین ۱۳۸۸، ساعت ۲۱:۲۷:۵۱٫۳ به زمان یوتی‌سی در افغانستان رخ داد.ژرفای این زلزله ۵٫۹ کیلومتر بود. بزرگی آن ۵٫۵ در مقیاس Mw به‌دست آمده‌است.
شمار کشتگان نزدیک به ۲۲+ نفر گزارش شده‌است.
پروژهٔ جهانی تنسور گشتاور مرکزوار پارامتر زمان مرکزوار زمین‌لرزه را با اختلاف ۱٫۶ ثانیه نسبت به زمان رخداد اشاره شده در بالا و مختصات مرکزوار را در ۳۴°۰۸′شمالی ۷۰°۰۷′شرقی / ۳۴٫۱۴°شمالی ۷۰٫۱۱°شرقی محاسبه کرد و همچنین، ژرفا در ۱۲٫۰ کیلومتر به‌دست آمده‌است. در این محاسبات زاویه‌های (راستا، شیب، ریک) گسل سازندهٔ زمین‌لرزه و صفحه عمود بر آن برابر با (°۲۱۸، °۳۱، ° ۶۹) یا (° ۶۳، °۶۱، ° ۱۰۳) حاصل شده‌است.